# Barnes & Noble Nook
A Barnes & Noble Nook (gyakran nook vagy NOOK formában írva) egy e-könyv-olvasó márkanév és terméksorozat, amelyet az amerikai Barnes & Noble könyv-nagykereskedő cég fejlesztett ki. Az Android platformon alapul. Az eredeti Nook eszközt az Egyesült Államokban jelentették be 2009 októberében és a következő hónapban dobták piacra. Az eredeti Nook Wi-Fi és az AT&T által szolgáltatott 3G csatlakozási lehetőséggel rendelkezik, hatcollos (inches) e-papír kijelzője van, és egy kisebb, színes érintőképernyője, ami elsősorban beviteli eszközként szolgál. 2010 júniusában megjelent egy módosított változata, amely csak Wi-Fi eléréssel rendelkezett. Az eredeti Nookokat 2010 novemberében egy LCD-képernyős eszköz követte, ez volt a Nook Color, 2011 júniusában egy második generációs e-papíron alapuló eszköz, a Nook Simple Touch, és 2011 novemberében, majd 2012 februárjában a csak Wi-Fi elérésű Nook Tablet 16 GiB és 8 GiB memóriaméretű változatai. 2012. április 30-án a Barnes & Noble társult a Microsoft-tal, ami után a cég fokozatosan leválasztja és alvállalkozóknak adta át a Nook és az egyetemi könyvesbolt-hálózat  üzletágát. 2012. augusztus 30-án a Barnes and Noble bejelentette, hogy az Egyesült Királyságban társult kereskedőkön keresztül folytatja a Nook digitális termékek forgalmazását.

## Jellemzők és specifikációk
Minden modell rendelkezik a következőkkel:
- Wi-Fi
- Micro-USB csatlakozó
- Micro-SD memóriakártya-bővítőhely

| generáció         | kép                     | megjelent      | képernyő típus         | tár    | mobil kapcsolat (3G) | Android verzió | képernyő méret (mm)                   | képernyő felbontás                 | méretek (mm) (in)              | súly (g), (oz) |
| ----------------- | ----------------------- | -------------- | ---------------------- | ------ | -------------------- | -------------- | ------------------------------------- | ---------------------------------- | ------------------------------ | -------------- |
| Nook              |                         | 2009. nov.30.  | E-papír (E Ink) és LCD | 2 GiB  | van                  | 1.5            | 152 (6 in) (E-Ink), 89 (3.5 in) (LCD) | 600 × 800 (E-Ink), 480 × 144 (LCD) | 124 × 196 × 13 4.9 × 7.7 × 0.5 | 343 (12.1)     |
| Nook              | 2010. júni.21.          | nincs          | E-papír (E Ink) és LCD | 2 GiB  | 329 (11.6)           | 1.5            | 152 (6 in) (E-Ink), 89 (3.5 in) (LCD) | 600 × 800 (E-Ink), 480 × 144 (LCD) | 124 × 196 × 13 4.9 × 7.7 × 0.5 |                |
| Nook Simple Touch | Nook, második generáció | 2011. júni.10. | E-papír (E Ink 2)      | 2 GiB  | nincs                | 2.1            | 152 (6 in)                            | 600 × 800                          | 127 × 165 × 12 5.0 × 6.5 × 0.5 | 212 (7.5)      |
| Nook Color        | Nook 2nd Color          | 2010. nov.19.  | LCD                    | 8 GiB  | nincs                | 2.2            | 178 (7 in)                            | 1024 × 600                         | 127 × 206 × 12 5.0 × 8.1 × 0.5 | 448 (15.8)     |
| Nook Tablet       |                         | 2011. nov.17.  | LCD                    | 16 GiB | nincs                | 2.3            | 178 (7 in)                            | 1024 × 600                         | 127 × 206 × 12 5.0 × 8.1 × 0.5 | 400 (14.1)     |
| Nook Tablet       | 2012. feb.22.           | 8 GiB          | LCD                    |        | nincs                | 2.3            | 178 (7 in)                            | 1024 × 600                         | 127 × 206 × 12 5.0 × 8.1 × 0.5 | 400 (14.1)     |

## Nook e-Reader alkalmazások egyéb gyártók termékeire
A Barnes & Noble több ingyenes e-könyv olvasó alkalmazást készített, ami lehetővé teszi a más eszközökön (nem csak Nook) történő olvasást. Ilyenek pl. a következők: Nook Free Reading Apps, Nook for Web, és Nook Study.

### Nem ingyenes olvasóalkalmazások platformjai
- Számítógépekre
  - Mac
  - Windows PC
- Okostelefonokra
  - Android
  - iPhone (& iPod touch)
- Táblagépekre
  - Android Tablet
  - iPad
  - NOOK Kids for iPad

### Nook for Web
A Nook for Web egy böngészőből indítható webes alkalmazás, amellyel a könyvek online olvashatók. Jelenleg a következő böngészőkben használható: Internet Explorer, Chrome, Firefox és Safari. A Nook for Web honlapja: .

## Vitás ügyek
- Ha valaki a Barnes & Noble-nál elektronikus könyvet vásárol és hagyja lejárni a bankkártyát, amivel vásárolta, akkor elveszti a jogokat a szóban forgó letöltött anyagra.[10][11]

## Fordítás
- Ez a szócikk részben vagy egészben  a   Barnes_&_Noble_Nook című angol Wikipédia-szócikk ezen változatának fordításán alapul.  Az eredeti cikk szerkesztőit annak laptörténete sorolja fel. Ez a jelzés csupán a megfogalmazás eredetét és a szerzői jogokat jelzi, nem szolgál a cikkben szereplő információk forrásmegjelöléseként.